# Dhavaleshwar, Gokak
Dhavaleshwar là một làng thuộc tehsil Gokak, huyện Belgaum, bang Karnataka, Ấn Độ.